# Artald van Reims
Artald van Reims (Frans: Artaud, overleden in 962) was tweemaal aartsbisschop van het aartsbisdom Reims als de opvolger van de Karolingische Hugo van Vermandois.
In het jaar 931 was Artald een monnik, toen de robertijn Hugo de Grote in zijn vete met graaf Herbert II van Vermandois, de stad Reims veroverde en de toenmalige aartsbisschop, de 11-jarige Hugo van Vermandois (zoon van Herbert II van Vermandois) verving door Artald.
Een van Artalds belangrijkste ambtshandelingen was de kroning op 19 juni 936 in Laon van de Karolingische koning Lodewijk IV van Frankrijk. Lodewijks zelfbevrijding uit de voogdij van Hugo de Grote leidde de volgende jaren tot een alliantie tussen Hugo de Grote en Herbert II van Vermandois, die in 940 Reims veroverde en Artald afzette en zijn voorganger Hugo van Vermandois, nu twintig jaar oud, opnieuw als aartsbisschop benoemde. Zes jaar later (946) slaagde Lodewijk IV er in Reims te heroveren en Artald werd weer als aartsbisschop geïnstalleerd.
In juni 948 werd op de Universele Synode van Ingelheim van de gezamenlijke bisschoppen van het West- en Oost-Frankische Rijk de rechtmatigheid van de benoeming van Artald van Reims tot aartsbisschop van Reims erkend. Tevens werd de strijd van Hugo de Grote tegen zijn leenheer koning Lodewijk IV van Frankrijk veroordeeld.
Na de dood van Lodewijk IV van Frankrijk kroonde Artald, in het bijzijn van zowel de aartsbisschop van Keulen Bruno de Grote als Hugo de Grote, op 12 november 954 in Reims de zoon van Lodewijk IV Lotharius van Frankrijk tot koning.
- Gemeinsame Normdatei: 103118594
- Nationale Bibliotheek van Tsjechië: kup19980000002799
- Virtual International Authority File: 17630535